# Элизондо, Гектор
Ге́ктор Элизо́ндо (англ. Héctor Elizondo; род. 22 декабря 1936, Нью-Йорк, Нью-Йорк, США) — американский актёр.

## Ранние годы
Гектор Элизондо родился в Нью-Йорке, в семье пуэрториканки Кармен Рейес и баска Мартина Элизондо. В 1950 году Гектор окончил среднюю школу Джуниор, и поступил в актёрский колледж.

## Карьера
Элизондо дебютировал на телевидении в 1963 году. За свою кинокарьеру снялся более чем в 140 фильмах и телесериалах. Американский режиссёр Гарри Маршалл снимал Элизондо во всех своих фильмах в качестве талисмана. В титрах картины «Райское наслаждение» даже было написано: «И как обычно — Гектор Элизондо».
Также озвучил несколько мультфильмов.

## Личная жизнь
В 1956—1957 и 1962—1963 годах был женат. От первого брака у него есть сын Родд. С 13 апреля 1969 года женат на Кэролин Кэмпбелл.

## Избранная фильмография
| Год       |    | Русское название                           | Оригинальное название                    | Роль                        |
| --------- | -- | ------------------------------------------ | ---------------------------------------- | --------------------------- |
| 1971      | ф  | Рожденный побеждать                        | Born to win                              | Вивиан                      |
| 1975      | ф  | Коломбо                                    | Columbo                                  | Хассан Салах                |
| 1979      | ф  | Куба                                       | Cuba                                     | капитан Рафаэль Рамирес     |
| 1980      | ф  | Американский жиголо                        | American Gigolo                          | Сандэй                      |
| 1981      | ф  | Поклонник                                  | The Fan                                  | инспектор Рафаэль Эндрюс    |
| 1982      | ф  | Молодые влюблённые врачи                   | Young doctors in love                    | Анджело / Анджела Бонафетти |
| 1984      | ф  | Парень из «Фламинго»                       | The Flamingo Kid                         | Артур Уиллис                |
| 1985      | ф  | Частный курорт                             | Private Resort                           | «Маэстро»                   |
| 1986      | ф  | Ничего общего                              | Nothing in Common                        | Чарли Гэргас                |
| 1986      | с  | Удивительные истории                       | Amazing Stories                          | Медоуз                      |
| 1987      | ф  | Власть, страсть и убийство                 | Power, Passion and Murders               | Моррис Кинг                 |
| 1987      | ф  | За бортом                                  | Overboard                                | капитан мусорного судна     |
| 1989      | ф  | Левиафан                                   | Leviathan                                | Кобб                        |
| 1990      | ф  | Красотка                                   | Pretty Woman                             | Барни Томпсон               |
| 1990      | ф  | Как преуспеть в делах                      | Taking Care Of Business                  | Уорден Тулмэн               |
| 1991      | ф  | Золотая цепь                               | Chains Of Gold                           | лейтенант Ортега            |
| 1991      | ф  | Необходимая жестокость                     | Necessary Roughness                      | тренер Эд Герреро           |
| 1991      | ф  | Фрэнки и Джонни                            | Frankie and Johnny                       | Ник                         |
| 1992      | ф  | Саманта                                    | Samantha                                 | Уолтер                      |
| 1992      | ф  | Вот такие соседи                           | There Goes The Neighborhood              | Норман Ратлидж              |
| 1992      | ф  | Под тяжестью доказательств                 | The Burden Of Proof                      | Сэнди Штерн                 |
| 1994      | ф  | Быть человеком                             | Being Human                              | Дом Пауло                   |
| 1994      | ф  | Райское наслаждение                        | Exit to Eden                             | доктор Мартин Галифакс      |
| 1994      | ф  | По законам улиц                            | Backstreet Justice                       | Стив Донован                |
| 1994      | ф  | Полицейский из Беверли-Хиллз 3             | Beverly Hills Cop III                    | Джон Флинт                  |
| 1994—2000 | с  | Надежда Чикаго                             | Chicago Hope                             | доктор Филлип Уоттерс       |
| 1997      | ф  | Турбулентность                             | Turbulence                               | лейтенант Альдо Хайнс       |
| 1997      | тф | Семья напрокат                             | Borrowed Hearts                          | Ксавьер Дель Кампо          |
| 1999      | ф  | Сбежавшая невеста                          | Runaway Bride                            | Фишер                       |
| 2001      | ф  | Как стать принцессой                       | The Princess Diaries                     | Джо                         |
| 2004      | ф  | Дневники принцессы 2: Королевская помолвка | The Princess Diaries 2: Royal Engagement | Джо                         |
| 2006      | ф  | Смотрите-все.com                           | I-See-You.com                            | Грэг                        |
| 2007      | ф  | Музыка внутри                              | Music Within                             | Бен Пэдроу                  |
| 2007      | ф  | Крутая Джорджия                            | Georgia Rule                             | Иззи                        |
| 2007—2013 | с  | Анатомия страсти                           | Grey's Anatomy                           | Карлос Торрес               |
| 2008—2009 | с  | Детектив Монк                              | Monk                                     | доктор Нивин Белл           |
| 2010      | ф  | День Святого Валентина                     | Valentine's Day                          | Эдгар                       |
| 2011      | ф  | Старый Новый год                           | New Year's Eve                           | Комински                    |
| 2011—2021 | с  | Последний настоящий мужчина                | Last Man Standing                        | Эд Алзати                   |
| 2014      | мф | Книга жизни                                | The Book of Life                         | Карлос Санчес, озвучка      |
| 2016      | ф  | Несносные леди                             | Mother's Day                             | Лэнс Уоллес                 |
| 2017      | мф | Лего Фильм: Бэтмен                         | The Lego Batman Movie                    | Джеймс Гордон, озвучка      |
| 2021      | ф  | Мьюзик                                     | Music                                    | Джордж                      |

## Награды и номинации
| Награда                        | Год  | Категория                                                       | Название работы | Результат |
| ------------------------------ | ---- | --------------------------------------------------------------- | --------------- | --------- |
| Золотой глобус                 | 1991 | Лучшая мужская роль второго плана в кинофильме                  | Красотка        | Номинация |
| Эмми                           | 1992 | Лучшая мужская роль второго плана в мини-сериале или телефильме | Миссис Кейдж    | Номинация |
| Эмми                           | 1995 | Лучшая мужская роль второго плана в драматическом телесериале   | Надежда Чикаго  | Номинация |
| Эмми                           | 1996 | Лучшая мужская роль второго плана в драматическом телесериале   | Надежда Чикаго  | Номинация |
| Эмми                           | 1997 | Лучшая мужская роль второго плана в драматическом телесериале   | Надежда Чикаго  | Победа    |
| Эмми                           | 1998 | Лучшая мужская роль второго плана в драматическом телесериале   | Надежда Чикаго  | Номинация |
| Премия Гильдии киноактёров США | 1995 | Лучшая мужская роль второго плана в драматическом телесериале   | Надежда Чикаго  | Номинация |
| Премия Гильдии киноактёров США | 1995 | Лучший актёрский состав в драматическом сериале                 | Надежда Чикаго  | Номинация |
| Премия Гильдии киноактёров США | 1996 | Лучший актёрский состав в драматическом сериале                 | Надежда Чикаго  | Номинация |
| Премия Гильдии киноактёров США | 1997 | Лучший актёрский состав в драматическом сериале                 | Надежда Чикаго  | Номинация |
| Премия Гильдии киноактёров США | 1998 | Лучший актёрский состав в драматическом сериале                 | Надежда Чикаго  | Номинация |
| Спутник                        | 1997 | Лучшая мужская роль в драматическом телесериале                 | Надежда Чикаго  | Номинация |